# 노스 웰링턴 AFC
노스 웰링턴 AFC(North Wellington Association Football Club)는 뉴질랜드 웰링턴 북부 교외에 연고를 둔 축구단이다. 현재 구단은 센트럴 리그에 참가하고 있다.